# Phare de Bow Creek
Trinity Buoy Wharf, dans le borough londonien de Tower Hamlets, est le site où se trouve le seul phare du Grand Londres. Celui-ci, le phare de Bow Creek, est situé à la confluence de la Tamise et de Bow Creek (en) à Leamouth (en). Il ne fonctionne plus et abrite maintenant des projets artistiques comme l'œuvre musicale Longplayer.
Ce phare a été géré par la Trinity House Lighthouse Service de Londres, l'organisation de l'aide maritime des côtes de l'Angleterre.
Il est maintenant protégé en tant que monument classé du Royaume-Uni de grade II.

## Histoire
En 1803, le site était utilisé par The Elder Brethren of Trinity House maintenant connu sous le nom de Corporation of Trinity House of Deptford Strond. Un quai y a été reconstruit en 1822 pour servir de dépôt de maintenance et d'entreposage des nombreuses bouées qui ont servi à la navigation sur la Tamise ainsi que pour l'amarrage et la réparation des bateaux-phares.
Le phare original a été construit par l'ingénieur de Trinity House, James Walker, en 1852, et a été démoli à la fin des années 1920. Le phare actuel a été construit en 1863-66 par James Douglass pour Trinity House. Il a été utilisé pour des essais d'éclairage des feux de Trinity House autour de l'Angleterre et du Pays de Galles. Le physicien Michael Faraday y a également effectué des expériences. Le phare a été utilisé pour former les futurs gardiens de phare.
En décembre 1988, Trinity House a fermé le quai et le site a été acquis par la London Docklands Development Corporation. En 1998, Urban Space Holdings Ltd a pris le contrôle du site sur un long bail. Le site a été, et continue d'être développé comme un centre pour les arts et activités culturelles. Des améliorations comprennent aussi un espace studio (son architecture inhabituelle est basée sur les conteneurs d'expédition) et un espace d'exposition.
Urban Space Holdings a utilisé la zone pour développer Container City (en) en 2001, un studio et un complexe de bureaux fabriqués en Maison-conteneur. Ce projet s'est révélé très populaire et en 2002, « Container City 2 » a été achevé, offrant 22 studios répartis sur 5 étages sur un design ziggurat aux couleurs vives.
Le 30 novembre 2005, l'Université de Londres-Est a ouvert des studios d'art et, le 25 septembre 2009, deux studios de danse à Trinity Buoy Wharf. Elle est aussi le siége de Thames Clippers (en) qui y a ses bureaux et ses bateaux sur le quai. En avril 2013, le remorqueur Swiftstone s'y est amarré pour y subir une restauration complète.
|                  |
| Container City 2 |

|                   |
| Bateau-phare LV93 |

|           |
| Bow Creek |

### Lien connexe
- Liste des phares en Angleterre